# Story of the Year
Story of the Year (coneguts també per les seves sigles SOTY) és un grup de post-hardcore, basat en Punk, hardcore i metal, formada originalment a Saint Louis, Missouri l'any 1995. Inicialment es van anomenar Big Blue Monkey, però el van canviar el 2002 a Story of the Year, ja que un grup de blues ja va agafar el nom de Blue Monkey.
Fins ara, Story Of The Year han llançat tres àlbums d'estudi, el més recent, The Black Swan, llançat el 22 d'abril de 2008 per Epitaph.

## Història

### Orígens iPage Avenue(1996-2004)
La banda va gravar un parell de demos abans de la seva formació, així com tres EPs. Tot i així, no van llançar el seu primer àlbum, Page Avenue, fins al setembre del 2003.
El primer senzill de l'àlbum va ser "Until the day I die", escrit pel vocalista Dan Marsala. Es va poder escoltar entre el Juliol i l'Agost del 2003 a estacions com KROQ i va vendre milers de còpies a nivell mundial.
El seu segon single es va titular "Anthem of Our Dying Day"" i va destacar un video dirigit per Mr. Hahn de Linkin Park. Page Avenue va vendre 500.000 còpies en tot el món. El single "And the hero will drown" va destacar com soundtrack del videojoc Need for Speed: Underground.
La banda va fer tour juntament amb Linkin Park al Meteora World Tour el 2004, al costat de P.O.D. i Hoobastank. Van estar també en el Vans Warped Tour, i van destacar al documental del Vans Warped Tour i al de Weenie Roast de la KROQ el 12 juny del mateix any.
La cadena MTV va reportar en la seva pàgina web durant una presentació radial al maig del 2004 que els membres de la banda Story Of The Year van estar embolicats en una perduda baralla amb els integrants de la banda nu-metall "Godsmack".
La baralla va ser iniciada pels fanàtics de Godsmack i va anar, d'acord amb el guitarrista Ryan Phillips, que els membres de d'aquesta banda van estar disgustats sobre la presentació en directe de Story Of The Year. L'embolic va ser provocat per la gent de Godsmack al manifestar les seves imatges contra SOTY en la seva pàgina web. No han estat involucrats els integrants de la banda Godsmack, però van estar fitxats per la burla. No va tenir lloc cap intervenció policial. L'explicació de la baralla per part de Story Of The Year va ser reemplaçada per un missatge que diu: "Vaig remoure el missatge sobre Godsmack perquè ens vam proposar a sortir a menjar gelats amb ells (els de Godsmack)" 

### In the Wake of Determination(2004-2006)
La banda va llançar a l'octubre del 2005 el seu segon àlbum In the Wake of Determination, que només va assolir 150,698 vendes a març del 2006, quedant-se sense aconseguir el disc d'or que els altres dos àlbums anteriors sí que hi van arribar. Type in "Story of the Year" 
El 10 de maig van llançar Live in the Lou/Bassassins, un CD/DVD de les seves presentacions en viu i un vídeo del tour. Va ser un èxit rotund entre els fans de SOTY i va rebre la certificació daurada de la RIAA a fins al 2005. Al maig del 2005 la banda va finalitzar el seu tour a Austràlia amb els seus grups taloners Emery i Flogging Molly.

### The Black Swan(2008)
La banda va tornar als estudis el 2007 per a gravar el seu tercer àlbum. Al MySpace de la banda van mostrar al públic la portada i el títol del seu nou treball, el nom del qual és The Black Swan, llançat el 22 d'abril de 2008 pel seu nou segell Epitaph. Els singles promocionals van ser "Wake Up", el doble "The Antidote / Tell Me (P.A.C)" i "Message to the World". Tant com l'àlbum, la banda gravarà també el seu segon DVD, similar al Bassasins/Live in the Lou.
D'acord amb Ryan Phillips, el DVD mostrarà una major varietat, tant com un tipus d'acord d'un any i mig en la història de Story of the Year, que inclou també a la banda a l'estudi, durant la pre-producció, les composicions i el treball musical.
Ryan també espera agregar una petita pel·lícula similar a la dels Bassasins.

## Membres
- Dan Marsala – Veu principal
- Ryan Phillips – Guitarra solista
- Philip Sneed – Guitarra rítmica i veu
- Adam Russell – Baix
- Josh Wills – Bateria

## Ex-membres
- Greg Haupt – Guitarrista

## Discografia

### Àlbums
- Page Avenue (16 de setembre del 2003) - #51 U.S. - Gold
- In the Wake of Determination (11 d'octubre del 2005) - #19 U.S.
- The Black Swan (22 d'abril del 2008)
- The Constant (16 d'február del 2010)
- Page Avenue: 10 Years and Counting (8 de d'octubre del 2013)
- Wolves (8 de d'december del 2017)

### DVDs i en directe
- Live in the Lou/Bassassins (10 de maig del 2005) - #138 U.S. - Gold

### Singles
| Any  | Títol                             | Posició a la llista | Posició a la llista | Posició a la llista | Posició a la llista | Àlbum                        |
| Any  | Títol                             | U.S.                | U.S. Mod.           | U.S. Main.          | UK                  | Àlbum                        |
| ---- | --------------------------------- | ------------------- | ------------------- | ------------------- | ------------------- | ---------------------------- |
| 2004 | "Until the Day I Die"             | —                   | 12                  | —                   | 62                  | Page Avenue                  |
| 2004 | "Anthem of Our Dying Day"         | —                   | 10                  | —                   | —                   | Page Avenue                  |
| 2004 | "Sidewalks"                       | —                   | 40                  | —                   | —                   | Page Avenue                  |
| 2005 | "We Don't Care Anymore"           | —                   | 28                  | 38                  | —                   | In the Wake of Determination |
| 2006 | "Take Me Back"                    | —                   | —                   | —                   | —                   | In the Wake of Determination |
| 2008 | "Wake Up"                         | —                   | 50                  | —                   | —                   | The Black Swan               |
| 2008 | "The Antidote"/"Tell Me (P.A.C.)" | —                   | —                   | —                   | —                   | The Black Swan               |
| 2008 | "Message to the World"            | —                   | —                   | —                   | —                   | The Black Swan               |

"—" es refereix al fet que no va aparèixer a cap llista musical.